# العفيف (العدين)

تعديل مصدري - تعديل

العفيف محلة تابعة لقرية همدان، التابعة لعزلة بني عبد الله بمديرية العدين إحدى مديريات محافظة إب في الجمهورية اليمنية، بلغ تعداد سكانها 96 حسب تعداد اليمن لعام 2004.